# Mama!milk
mama!milk（ママ・ミルク）は、日本の音楽ユニット。

## 概要
1997年結成。京都を中心に活動。世界各地の劇場・客船・廃墟・広場等さまざまな場所で演奏をしている。

## メンバー
生駒 祐子（いこまゆうこ）
- アコーディオン、作曲担当
- 幼少の頃は足踏みオルガン・手廻しオルゴール・パーカッションを演奏。独学で作曲とアコーディオンを身につけた。
- 手廻しオルゴールを用いたレコーディングプロジェクト「yuko ikoma」としても活動。

清水 恒輔（しみずこうすけ）
- コントラバス、作曲担当
- 1990年代よりバンドのベーシストしても活動。

## 作品

### フルアルバム
| 発表年 | タイトル                             | ゲストミュージシャン | レーベル        |
| ------ | ------------------------------------ | --- | --------------- |
| 1999年 | abundant abandon                     | 佐武徹（Vn）, 近藤治夫（Cl）, 黒澤邦彦（Perc）                                                                                    | NRP Records     |
| 2001年 | Lumb and Mutton                      | 斉藤裕子（Vn）, 吉池訓（Cl）, 竹島悟（Sax,Fl）, やの雪（Theremin）, 森雅樹（Gt）, 中村岳（Perc）, 竹内マキ（Drs）, 栗原務（Perc） | raft music      |
| 2002年 | meets#1 madoki yamasaki              | 山崎円城（Words,Vo）, 市原大資（Tp, Tb）, 森雅樹（Gt）, 栗原務（Drs）                                                             | raft music      |
| 2003年 | Gala de Caras                        | 波多野敦子（Vn,Vc）, トウヤマタケオ（Mar）, ピョン中島（Perc）                                                                    | raft music      |
| 2003年 | meets#2 gina + chris                 | Gina Griffin（fiddle）, Chris Powell（Gt）                                                                                        | raft music      |
| 2004年 | meets#3 yoshiyuki Toyoshima          | 豊嶋義之（Words, Vo,drs） | raft music      |
| 2008年 | Fragrance of Notes                   | Gak Sato（Theremin）, 井登 友一（Fl, Tb）, トウヤマタケオ（Pf）, 栗原務（drs）                                                    | windbell        |
| 2010年 | Parade                               | トウヤマタケオ（Pf）, アッコ（Fl）, 藪本浩一郎（Cl）, 神田靖昭（Hr）                                                              | contrail farm   |
| 2010年 | Quietude                             | - | contrail farm   |
| 2011年 | Nude                                 | 市原大資（Tr）, 栗原務（drs） | windbell        |
| 2013年 | Duologue                             | - | windbell        |
| 2017年 | L'accordo Contrabbando               | 守屋拓之（Cb） | Musica Moschata |
| 2019年 | Your Voice                           | | Musica Moschata |
| 2021年 | Charade                              | | Musica Moschata |
| 2022年 | Concert at The Museum of Kyoto, 2021 | | Musica Moschata |
| 2023年 | Concert at Art Gummi Kanazawa, 2022  | | Musica Moschata |

### シングルレコード
| 発表年 | タイトル | ゲストミュージシャン                                                                      | レーベル |
| ------ | -------- | ----------------------------------------------------------------------------------------- | -------- |
| 2015年 | Vanilla  | 高橋ピエール（Mand, Gt）, Gak Sato（Theremin）, 井登友一（Fl）, トウヤマタケオ（Pf, Mar） | windbell |

### 映画音楽
- メトロポリス（2009年初演、監督: フリッツ・ラング）* サイレント映画伴奏付上映会 with 阿部海太郎
- ミロクローゼ（2012年、監督: 石橋義正）
- WATER（2012年、監督: 手塚悟）

### 舞台作品
- 舞台美術館 part10（2001年、T.M performance pro）
- a story（2005年初演、アニメーション: 藤井輝彦）
- 青の深層 ～Deep Layer of Blue op.4（2005年初演、ダンス: 黒子さなえ）
- オセロ（2013年、原作: ウィリアム・シェイクスピア、演出: 白井晃、世田谷パブリックシアター, with 波多野敦子）
- テンペスト（2014年、原作: ウィリアム・シェイクスピア、演出: 白井晃、新国立劇場, with Gutevolk, トウヤマタケオ）
- 夢の劇（2016年、原作: ヨハン・アウグスト・ストリンドベリ、演出: 白井晃、KAAT神奈川芸術劇場, with トウヤマタケオ, 阿部海太郎）

### 美術作品
- 楽しい方の現実（2009年、江村耕市）
- yang tree 陽の木（2015年、藤本隆行 / Kinsei R&D）
- mama!milk × Olectronica 滞在制作「竹田音楽」（2016年、大分県竹田市）
- 塩田千春展「鍵のかかった部屋」×「２台のコントラバスと古い扉とアコーディオンと無数の鍵による組曲」（2016年、KAAT神奈川芸術劇場）

### セッションワーク
- バミリオン・プレジャー・ナイト（2000年、TV番組、監督: 石橋義正）
- 「daily life of European tour by mama!milk 」（2006年、puddle/social 写真展）
- Gak Sato & mama!milk「cosmosSfera vol.2」（2007年、CD）
- ramuntcho matta with mama!milk「aLive in kyoto vol 1」（2007年、CD）
- ramuntcho matta with mama!milk and hiroko komiya「aLive in kyoto vol 3」（2007年、CD）

### 主な参加作品
- CHAOS*VOX「Chez es Saada」（1999年、CD）
- EGO-WRAPPIN'「色彩のブルース」（2000年、CD）
- Asa festoon「SUIREN」（2002年、CD）
- Tsuki no Wa「moon beams」（2003年、CD）
- anoa「baby step」（2003年、CD）
- V.A.「song of SAKANA」（2004年、CD）
- EGO-WRAPPIN'「merry merry」（2004年、CD）
- flex life「Japonica」（2004年、CD）
- 二階堂和美「二階堂和美のアルバム」（2006年、CD）
- Gak Sato「INFORMED CONSENT」（2006年、CD）
- Sunaga t experience「jazz et jazz」（2009年、CD）
- トウヤマタケオ「飛ばない日」（2013年、CD）
- pocopen「Tingatinga song」（2014年、CD）

### 主な楽曲提供
- V.A.「バミリオン・プレジャー・ナイト／ライズ」（2001年、CD）
- V.A.「OSAKA 2008 ROOMUSIKA」（2004年、CD）
- V.A.「SUNDALAND」（2005年、CD）
- V.A.「FAR EAST DONKY」（2005年、CD）
- 「Hotel 21」（2005年映画、監督: 中森あかね）
- 「探偵事務所5」（2006年映画、監督: 林海象）
- 「少年ラヂオ」（2006年舞台、演劇集団キャラメルボックス）
- 「おじさん公園のひみつ」（2008年映画、監督: 林海象）
- 「京都・丸竹夷にない小路 」（2008年TV番組）
- St Kilda Film Festival 2008テーマ曲（2008年）
- V.A.「Velourrs / 01. moderno mixed by Tatsuo Sunaga」（2009年、CD）
- 「alphabet of acanthus」（2011年美術作品、かなもりゆうこ）
- V.A.「JAZZ UP Compiled by DJ Niche」（2012年、CD）
- 「Bulgari x Save the Children for Tohoku ブルガリ銀座タワー5周年記念展サンドアート」（2013年パフォーマンス、SILT）
- 「迷宮カフェ」（2015年映画、監督: 帆根川廣）